# Ray David Owen
Ray David Owen (30 de octubre de 1915 - 21 de septiembre de 2014) fue un maestro y científico cuyo descubrimiento de tipos de glóbulos rojos inusuales, "mixtos", en gemelos de ganado en 1945 lanzó los campos de la inmunología moderna y el trasplante de órganos. Los hallazgos de Owen en 1945 se publicaron en la revista Science. 
Esta observación demostró que el sistema inmune "aprendió" a sí mismo durante el desarrollo y allanó el camino para la investigación que implica la inducción de la tolerancia inmune y el injerto de tejido temprano. Cuando Frank Macfarlane Burnet y Sir Peter Brian Medawar recibieron su Premio Nobel de Fisiología o Medicina de 1960 por el descubrimiento de la tolerancia inmunológica adquirida, Owen no fue mencionado en el premio. Sin embargo, en una carta a Owen, Medawar declaró que creía que Owen también debería haber sido incluido en el premio. Owen también dirigió el exitoso esfuerzo para admitir a las mujeres como estudiantes universitarias del Instituto de Tecnología de California (o Caltech).

## Investigación
Como estudiante de doctorado, Owen estudió principalmente aves; Su tesis fue sobre la esterilidad de los híbridos de especies. Como becario postdoctoral en el Laboratorio de Inmunogenética de la Universidad de Wisconsin, los intereses de investigación de Owen pasaron de las aves al ganado. El laboratorio estudió muestras de sangre de ganado de todo el mundo, investigando marcadores genéticos y la herencia de antígenos de glóbulos rojos. Esta investigación llevó a Owen a investigar una situación genética que involucraba terneros gemelos engendrados por diferentes toros. Cada ternero expresó ambos conjuntos de antígenos del grupo sanguíneo paterno. Los "análisis de Owen revelaron que los gemelos eran quiméricos, cada uno con sus propias células sanguíneas y las derivadas de su hermano gemelo". Estos gemelos eran inmunológicamente compatibles.
Los hallazgos de Owen se publicaron con poca atención hasta que Frank Macfarlane Burnet y Frank Fenner publicaron su monografía "La producción de anticuerpos" en 1949. Fue a través del trabajo de Burnet y Fenner que Peter Medawar se enteró de los hallazgos de Owen y lo usó para ayudar a explicar sus hallazgos de que los terneros gemelos dicigóticos aceptan los injertos de piel del otro después del nacimiento. Esto llevó finalmente al Premio Nobel de Fisiología o Medicina de 1960 de Burnet y Medawar por el descubrimiento de la tolerancia inmunológica adquirida. 